# Юрєнєв Ростислав Миколайович
Ростислав Миколайович Юрєнєв — радянський компартійний, пізніше російський кінокритик, кінознавець, педагог, заслужений діяч мистецтв РРФСР (1969), доктор мистецтвознавства (1961).

## Біографія
Народився 13 квітня 1912 року в Вітебську. В особистому листку обліку кадрів і творчої картці Спілки кінематографістів, заповненої Юренева в 1957 році, в графі «соціальне походження» значиться «з дворян». Його батько був великим законоведом і криміналістом, служив в Судовому відомстві, а після революції працював юрисконсультом Реввійськради.
У 1922 році Юрєнєв приїхав до Москви, поступив в 10-у Дослідно-показову школу ім. Фрітьофа Нансена, яку закінчив в 1929 році. Працював репортером «Робітничої газети», літературним співробітником журналу «Екран», опублікував ряд віршів і газетних нотаток. Кілька років, починаючи з 1931 року, був редактором Всесоюзного Комітету з радіомовлення.
«За цей час передано в ефір близько 15 радіоп'єс, з них 2 або 3 у віршах, багато нарисів, віршів, текстів для пісень», — писав Юрєнєв про цей період в автобіографії. І далі: «За рекомендацією Радіокомітету і групкому письменників вступив на сценарний факультет ВДІКу. В інституті вчився відмінно. Написав 3 сценарії, які були прийняті, але, як водиться, не поставлені. Збираючи матеріал для сценаріїв, працював місяць на будівництві московського метро і зробив дві великі поїздки по нафтових і бавовняним районам Азербайджану».
У 1936 році з відзнакою закінчив сценарний факультет  ВДІКу (майстерня В. Туркіна). У тому ж році був призваний на дійсну військову службу. Служив у м Ржеві, в авіації. Літав на важких бомбардувальниках ТБ-3. Виконав 14-годинний безпосадочний політ Ржев — Воронеж — Харків — Ржев. Після закінчення служби в армії вступив до аспірантури ВДІКу.
З 1938 року став регулярно виступати у пресі як кінокритик. У 1939 році почав викладати у ВДІКу драматургію кіно і вести творчий семінар у сценаристів.
В автобіографії Юрєнєв писав: «25 червня 1941 року, на третій день Великої Вітчизняної війни, був мобілізований. Воював у Криму, на Кавказі, під Новоросійськом, на Кубані, в Білорусі, Литві, Польщі, Східній Пруссії. Брав участь у штурмі Кенігсберга. Воював як штурман бомбардувальної авіації і як штабний авіаційний офіцер. Був двічі збитий зенітною артилерією і винищувачами супротивника. Був поранений і контужений. Здійснив 103 бойових вильотів літаків на бомбардування і розвідку і більше 200 вильотів по оперативного зв'язку. Літав на СБ, По-2 і ІЛ-2». Нагороджений орденами Червоної Зірки (1942), Вітчизняної війни II ступеня (1944) і трьома медалями.
Після демобілізації повернувся до роботи кінокритика. У 1946—1948 роках був відповідальним секретарем журналу «Мистецтво кіно».
У 1948 році за рекомендацією  Сергія Ейзенштейна Юрєнєв став старшим науковим співробітником Інституту історії мистецтв АН СРСР. Багато років поєднував викладацьку та науково-дослідну діяльність (з 1947 р — доцент ВДІКу, з 1949 р — кандидат мистецтвознавства, з 1962 р — доктор мистецтвознавства, з 1963 р — професор кафедри кінознавства ВДІКу).
У 1974 році він очолив відділ історії радянського кіно в Науково-дослідному інституті теорії та історії кіно. Пішов з інституту за власним бажанням у 1988 році, цілком присвятивши себе викладацькій діяльності у ВДІКу, де протягом багатьох років був керівником кінознавчої майстерні.
У 1957—1965 роках Юрєнєв брав участь в організації Спілки кінематографістів СРСР. Як член Оргбюро СРК був ініціатором, творцем і головою секції кінокритики. З 1957 по 1985 рр. входив до складу Правління Спілки кінематографістів.
Як автор і редактор випустив видання трьохтомних «Нарисів радянського кіно» (1956—1961), шеститомника «Вибраних творів С. М. Ейзенштейна» (1964—1971) та інших наукових праць і публікацій теоретичної спадщини класиків вітчизняного та зарубіжного кіно. Опублікував 44 книги. Серед них «Радянський біографічний фільм» (1949), «Олександр Довженко» (1959), «Радянська кінокомедія» (1964), «Смішне на екрані» (1964), «Новаторство і традиції радянського кіно» (1965), «Коротка історія радянського кіно» (1979), «Чудове вікно. Коротка історія світового кіно» (1983), двотомна монографія «Сергій Ейзенштейн. Задуми. Фільми. Метод» (1985—1989) та інші.
Юрєнєв був також автором сценаріїв більше десяти документальних фільмів, у тому числі «Сергій Ейзенштейн» (1958), «Всеволод Пудовкін» (1960), «Народження радянського кіно» (1968), «Кіно розповідає про себе» (1969), «Іван Олександрович Пир'єв» 1979).
У 1997 році був опублікований його ліричний збірник «Вірші з заповітного ящика».
У 2007 році посмертно вийшли мемуари «На виправдання цьому житті».